# OR2B2
OR2B2 (англ. Olfactory receptor family 2 subfamily B member 2) – білок, який кодується однойменним геном, розташованим у людей на короткому плечі 6-ї хромосоми. Довжина поліпептидного ланцюга білка становить 357 амінокислот, а молекулярна маса — 40 412.
| 10         |  | 20         |  | 30         |  | 40         |  | 50         |
| ---------- |  | ---------- |  | ---------- |  | ---------- |  | ---------- |
| MNWVNKSVPQ |  | EFILLVFSDQ |  | PWLEIPPFVM |  | FLFSYILTIF |  | GNLTIILVSH |
| VDFKLHTPMY |  | FFLSNLSLLD |  | LCYTTSTVPQ |  | MLVNICNTRK |  | VISYGGCVAQ |
| LFIFLALGST |  | ECLLLAVMCF |  | DRFVAICRPL |  | HYSIIMHQRL |  | CFQLAAASWI |
| SGFSNSVLQS |  | TWTLKMPLCG |  | HKEVDHFFCE |  | VPALLKLSCV |  | DTTANEAELF |
| FISVLFLLIP |  | VTLILISYAF |  | IVQAVLRIQS |  | AEGQRKAFGT |  | CGSHLIVVSL |
| FYGTAISMYL |  | QPPSPSSKDR |  | GKMVSLFCGI |  | IAPMLNPLIY |  | TLRNKEVKEA |
| FKRLVAKSLL |  | NQEIRNMQMI |  | SFAKDTVLTY |  | LTNFSASCPI |  | FVITIENYCN |
| LPQRKFP    |  |            |  |            |  |            |  |            |

A: Аланін

C: Цистеїн

D: Аспарагінова кислота

E: Глутамінова кислота

F: Фенілаланін

G: Гліцин

H: Гістидин

I: Ізолейцин

K: Лізин

L: Лейцин

M: Метіонін

N: Аспарагін

P: Пролін

Q: Глутамін

R: Аргінін

S: Серин

T: Треонін

V: Валін

W: Триптофан

Кодований геном білок за функціями належить до рецепторів, g-білокспряжених рецепторів, білків внутрішньоклітинного сигналінгу. 
Локалізований у клітинній мембрані.